# Xylophanes staudingeri
Xylophanes staudingeri là một loài bướm đêm thuộc họ Sphingidae. Nó được tìm thấy ở Panama, Guatemala và Nicaragua.
Nó tương tự như Xylophanes cyrene nhưng màu xanh lá cây đậm.